# アイアン・フィスト
『アイアン・フィスト』（原題：The Man with the Iron Fists）は、RZA監督・脚本による2012年のアメリカ合衆国の武術映画である。出演はRZA、ラッセル・クロウ、カン・リー、ルーシー・リュー、バイロン・マン、リック・ユーン、デビッド・バウティスタ、ジェイミー・チャンらである。

## キャスト
※括弧内は日本語吹替

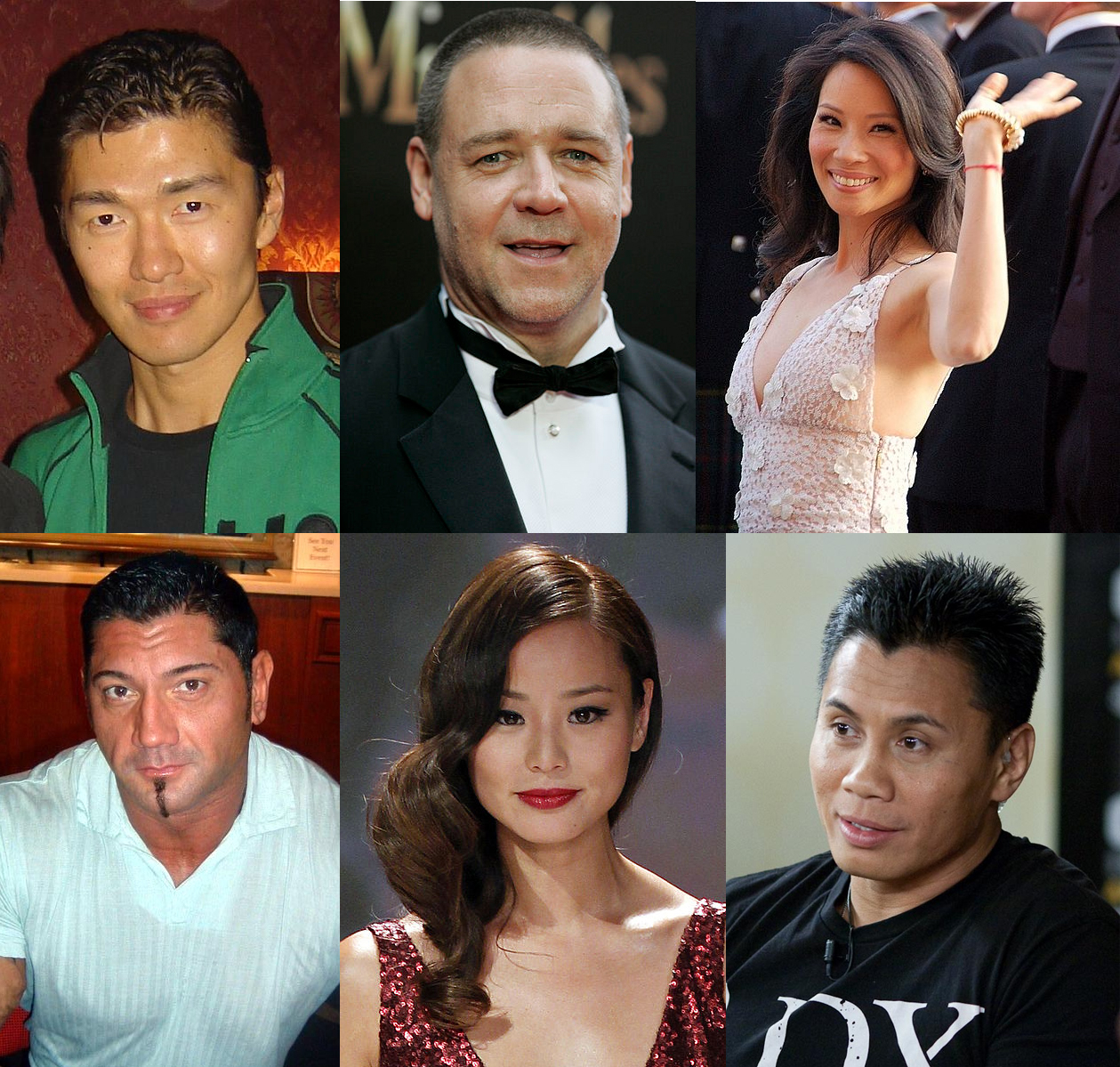
リック・ユーン（上段左）、ラッセル・クロウ（上段中央）、ルーシー・リュー（上段右）、デヴィッド・バウティスタ（下段左）、ジェイミー・チャン（下段中央）、カン・リー（下段右）。

- ブラック・スミス / サディアス・ヘンリー・スミス - RZA（福田賢二）
- X刀 / ゼン・イー - リック・ユーン（加藤頼）
- ジャック・ナイフ / ジャック・C・ウェールズ大佐 - ラッセル・クロウ（山路和弘）
- マダム・ブロッサム - ルーシー・リュー（坂井恭子）
- ブラス・ボディー / ミスター・クォン - デイヴ・バウティスタ（田中美央）
- レディー・シルク - ジェイミー・チャン（白川万紗子）
- ブロンズ・ライオン - カン・リー（早志勇紀）
- シルバー・ライオン - バイロン・マン（佐藤せつじ）
- ポイズン・ダガー - ダニエル・ウー
- ジェーン - パム・グリア
- 無格寺の方丈 - ゴードン・リュウ
- チーチー - ジュー・ジュー（小林未沙）
- チェン - MCジン
- ジェミニ夫 - アンドリュー・リン
- ジェミニ妻 - グレース・ファン
- ゴールド・ライオン - チェン・カンタイ
- ハイエナ族首領 - レオン・カーヤン
- アイアン・ライオン - テリー・リュウ
- コッパー・ライオン - Xue Jingyao
- サディアスの助手 - オスリック・チャウ
- 村長 - テレンス・イン
- ドラゴン・イン（龍門亭）の歌姫 - セリーナ・ジェイド

## 製作

### 企画

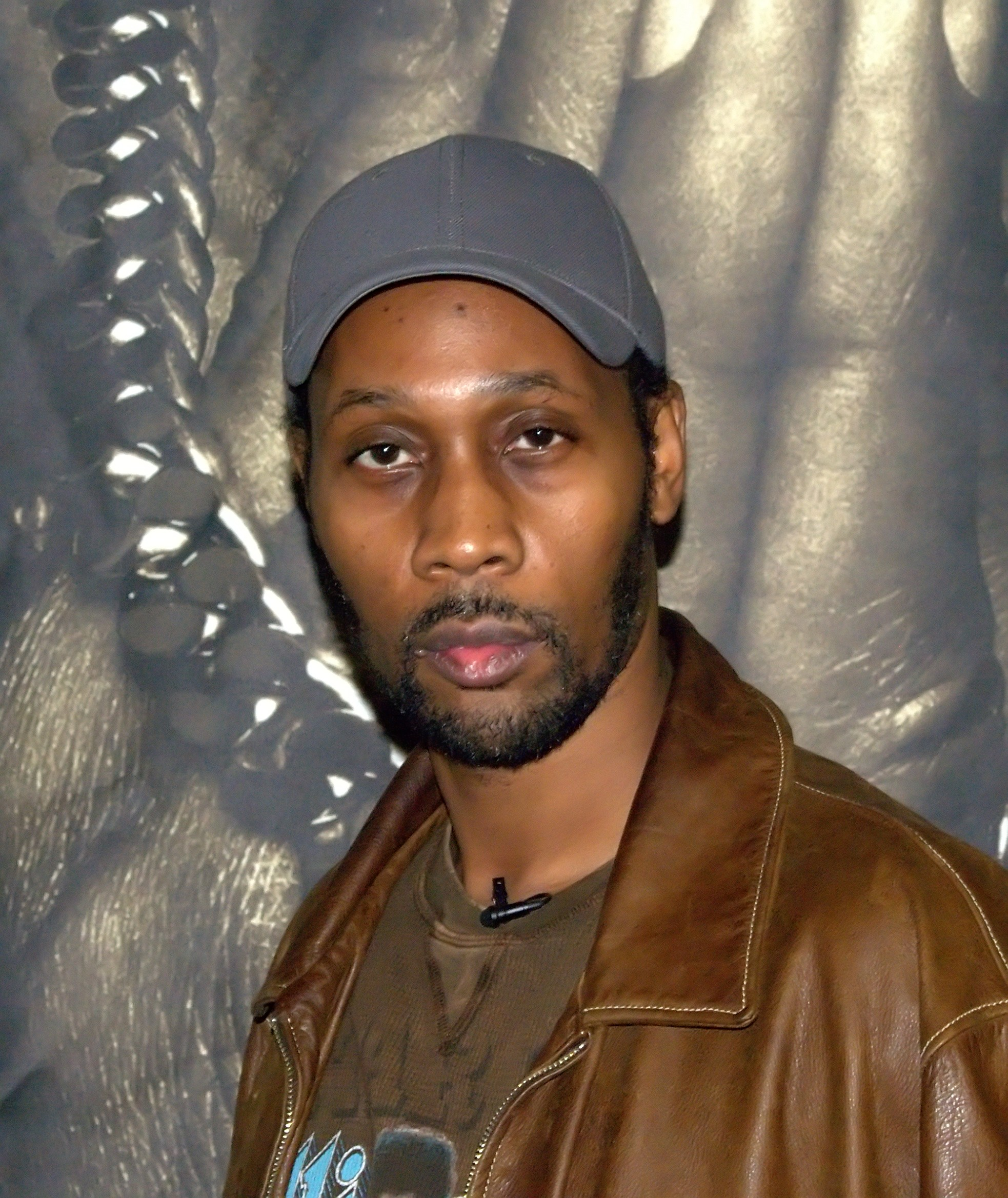
RZA（2009年）。

企画はRZAがクエンティン・タランティーノの映画『キル・ビル』のサウンドトラックを製作している2003年頃に始まった。RZAは製作費を5万ドルとし、タランティーノが監督している『キル・ビル』の北京市の撮影現場に飛んで30日間わたってメモを取って過ごした。2005年にRZAはアイスランドでイーライ・ロスと出会い、彼らはロサンゼルスへと向かった。道中でRZAはロスに武術映画のアイデアを語り、ロスの関心を集めたが、それ以上の進展はなかった。RZAがストーリー原案を完成させると、ロスは脚本化への協力を約束した。2007年、『ホステル2』の公開後にロスとRZAはプロジェクトを本格化させた。2人はいくつかのスタジオを回り、エドワード・R・プレスマンなどと会った。あるスタジオは文明崩壊後の世界を舞台にするように提案した。彼らは最終的にストライク・エンターテインメントでプロジェクトを進めた。
RZAはストライク・エンターテインメントの脚本家たちと活動を続けたが、『イングロリアス・バスターズ』の撮影から戻ったロスは書き換えられた脚本の出来に失望し、彼とRZAは数年に渡って企画を続け、完成させた。彼らは他のプロジェクトの合間を縫って脚本開発に合計18ヶ月ないし2年間を費やし、RZAの90ページの原案は130ページの脚本となった。RZAは以前に香港を舞台とし、カンフーを学んだ俳優が出演する短編武術映画『Wu-Tang vs. the Golden Phoenix』へ出資し、監督した。彼とロスがプロデューサーに『アイアン・フィスト』を売り込んだ際、RZAはこの短編映画を見せて武術アクションを扱うことができると証明し、初監督の役割を務めることができた。2010年5月7日、ユニバーサル・ピクチャーズは本作へ出資・配給し、ロスとストライク・エンターテインメントのマーク・エイブラハムとエリック・ニューマンがプロデューサーを務めることを発表した。プロデューサーたちはRZAに2000万ドルの製作費を与えた。
企画段階でタランティーノは「presented by」とクレジットされることに合意した。2012年10月、RZAはタランティーノに対し、『アイアン・フィスト』と彼の2012年の西部劇映画『ジャンゴ 繋がれざる者』のクロスオーバーの企画が存在していたことを明かした。クロスオーバー内容は、RZAのキャラクターであるブラックスミスが若い頃に奴隷オークション出されるというものであったが、RZAのスケジュールの都合により実現しなかった。プリプロダクションは14週間に及び、そのうち4週間がロケーションスカウティングであった。撮影中、RZAとロスは続編の可能性について議論した。

### 撮影とポストプロダクション
主要撮影は2000万ドルの予算の下、約10週間かけて行われた。撮影は2010年12月より中国で始まり、ロケ地には上海市と横店・ワールド・スタジオが含まれ、2011年3月まで続いた。コリー・ユンは、映画のアクション振付師を務めた。撮影上の問題により消費した時間を取り戻すため、いくつかのシーンは1テイクで撮られた。過酷な撮影のために一部のスタントが負傷して病院送りとなったため、RZAは予定していたショットの一部を破棄し、CGIに置き換えた。ロスもいくつかのショットを監督した。元々脚本ではクロウとリーは対決するというストーリーであったが、クロウの撮影スケジュールが限られており、リハーサルをする時間が取れなかったため、代わりにリーはリューと戦うことになった。
映画の最初の編集版は4時間に及び、RZAは2本に分割することを提案したが、ロスは反対した。最終的に96分まで編集された。RZAはカットすることに嫌悪感を示し、2週間の編集プロセスを放棄した。2012年10月、彼は「ディレクターズカット」を家庭用で発売し、少なくとも約13分の映像を追加することを明かした。RZAは本作をショウ・ブラザーズの武術映画へのオマージュであると説明している。

## 音楽
映画にはザ・ブラック・キーズ、カニエ・ウェスト、ウィズ・カリファ、マイ・ケミカル・ロマンス、ジョン・フルシアンテ、サリー・イップの音楽が使われた。

## 公開
プレミア上映は2012年10月25日にハリウッドのマンズ・チャイニーズ・6シアターで行われた。デヴィッド・バウティスタは『死亡遊戯』へのオマージュとして、同作のブルース・リーの衣裳と同じ黄色のスパンデックス・スーツを身に付けて出席した。北米では2012年11月2日に一般公開された。

### 興行収入
2013年2月時点で、『アイアン・フィスト』は北米で1563万4,090ドル、その他の市場で462万1223ドル、全世界で合わせて2025万5313ドルを売り上げている。
北米では公開1週間前のトラッキングで、公開初週末に700万ドルから1000万ドルを売り上げ、主に男性客が中心になると予想された。1868劇場で封切られ、公開初日には約300万ドル、初週末には790万ドルを売り上げ、『シュガー・ラッシュ』（4910万ドル）、『フライト』（2500万ドル）、『アルゴ』（1020万ドル）に次いで4位であった。初週末の観客のうち53%が30歳以下、64%が男性であった。

### 批評家の反応
Rotten Tomatoesでは83件のレビューで支持率は49%であった。Metacriticでは18件のレビューで加重平均値は51/100となった。